# Клуб туристов
Клуб туристов — туристское самодеятельное объединение, широко представленная форма объединения туристов. Клуб туристов является основной организационной единицей активного и самодеятельного туризма.

## Организация туристских клубов
Туризм является самым массовым общественным движением в мире. В Европе, Сев. Америке, Австралии и Новой Зеландии клубы туристов объединяют более 100 миллионов человек.

## Клубы туристов России в настоящее время
Клубы туристов по месту жительства, городские клубы туристов образуют спортивно-оздоровительное туристское движение. По данным Туристско-спортивного союза России, количество клубов в России к 2001 году уменьшилось до 300 (в 1974 при советах по туризму и экскурсиям имелось 1419 туристских клубов), на их базе продолжают действовать территориальные федерации спортивного туризма. Значительное количество клубов лишилось своих помещений и действует на общественных началах.
Спортивный туризм остался одним из самых популярных видов спорта в России.
В 2008 году по официальной статистике Минспорттуризма России количество занимающихся составило более 340 тысяч туристов-спортсменов, а с учётом массового физкультурного движения, включающего детско-юношеский спортивно-оздоровительный туризм, — более 3 миллионов человек.
Клуб туристов считается высшей формой организации туристской работы. В нём накапливается библиотека туристской литературы, отчёты о совершённых путешествиях, собираются квалифицированные общественные туристские кадры, организуется учебная и спортивная работа. Самой массовой формой работы являются соревнование, поход, слёт туристов. Общим планом действий туристов в клубе является календарь мероприятий клуба на год. Самодеятельные клубы туристов создаются при наличии широкого общественного актива формальным решением 3-х и более человек и действуют на основании Положения, в случае юридической регистрации — на основании Устава. Руководит деятельностью клуба Руководитель (председатель), Совет клуба (Правление), подотчётные общему собранию членов клуба.
В современной России клуб туристов может быть учрежден как районная, городская, областная, республиканская, региональная, межрегиональная или общероссийская общественная организация. По закону об общественных организациях клуб туристов создается для совместной деятельности его членов и защиты их общих интересов. Как общественная организация клуб туристов — это самодеятельная организация его членов. В своей деятельности клуб туристов не подчиняется никому и не отчитывается ни перед кем, любое ограничение или регламентирование его деятельности противозаконно. Любое сотрудничество клуба туристов с другими общественными, государственными или коммерческими организация возможно только на основании равноправных договоров. Делегирование каких-любо прав и обязанностей клуба туристов кому-либо законом не предусмотрено. Любая регламентация деятельности клуба туристов возможно только на основе его внутренних документов принятых общим собранием членов клуба. Правила, инструкции и документы других общественных организаций не могут быть основанием для регулирования деятельности клуба туристов. В случае коллективного членства клуба туристов в другой общественной организации он может перерегистрироваться как её филиал, или по прежнему оставаться самостоятельной самодеятельной организацией не подотчетной и не подкотрольной организации, в которой он стал коллективным членом. Коллективное членство клуба туристов в любой организации ограничивается только участием в её мероприятиях.

## Возникновение и эволюция туристских клубов в России
В России первые крупные туристские организации основаны в 1885 в Петербурге: «Предприятие для общественных путешествий во все страны света» Липсона; Альпийский клуб в Тбилиси (1877), Крымский горный клуб в Одессе (1890) с филиалами в Ялте и Севастополе (позже Крымско-Кавказский горный клуб), Русский туринг-клуб (общество велосипедистов-туристов) в Петербурге (1895) с отделениями в Москве, Киеве, Риге и др., преобразованный в 1901 в Российское общество туристов (РОТ). По уставу РОТ его членами не могли быть учащиеся и нижние военные чины. Общество организовывало поездки по стране и за границу. К 1914 насчитывалось около 5 тыс. членов РОТ, главным образом представителей имущих классов.
Клубы туристов как массовая организационная форма появилась в России с 1952 года (Томск) по 1957 год (Ленинград). К 1958 году, как было указано в «Правде», создано уже свыше 50 туристских клубов. В 1960 году уже есть упоминание в газете «Правда» о создании в Ленинграде и Ленинградской области Центральный клуб туристов города, который открыл 112 туристско-оздоровительных лагерей для 40 тысяч человек молодёжи, и организовавшем за лето походы для порядка 200 тысяч человек. Всего в 50—60-е годы XX века клубы туристов созданы в 144 городах .

Председатель Центрального совета по туризму А. Х. Абуков в 1965 году в № 1 журнала «Турист» писал: 
«Туристско-экскурсионное дело в стране к моменту выхода первого номера журнала „Турист“ добилось уже заметных успехов: 40 миллионов человек участвовали в 1965 году в туристских походах и экскурсиях, около 5 миллионов люден разных профессий и возрастов — члены секций туризма; 200 тысяч общественных туристских организаторов были во главе походов по нашей стране; 450 баз на 95 200 мест было в распоряжении профсоюзных туристских организаций нашей страны; 5 тысяч туристско-оздоровительных лагерей находились в распоряжении трудящихся; работали 8 тысяч пунктов проката туристского снаряжения; 77 теплоходов были в распоряжении туристов, путешествовавших по морям и рекам СССР; 215 туристских железнодорожных составов курсировали по стране; работали 1 500 туристских клубов (пять лет назад их было всего 128).»
В 1975 году количество туристских клубов, как сообщает БСЭ, возросло до 3000. «В стране действует свыше 3 тыс. клубов и свыше 14 тыс. пунктов проката туристского снаряжения. На предприятиях, стройках, в колхозах, совхозах, НИИ и учебных заведениях создано около 60 тыс. туристских секций, объединяющих туристов-спортсменов, занимающихся пешеходным, лыжным, водным, велосипедным и др. видами спортивного туризма, включенными (с 1949) в Единую всесоюзную спортивную классификацию. Регулярно проводятся соревнования (в том числе и всесоюзные) по видам спортивного туризма. При советах по туризму созданы маршрутно-квалификационные комиссии и контрольно-спасательная служба. Свыше 100 тыс.человек (1975) имеют спортивные разряды и свыше 600— звание мастера спорта СССР по туризму. Нормативы спортивного туризма включены во Всесоюзный физкультурный комплекс „Готов к труду и обороне СССР“.»
С конца 1987 года в системе советов по туризму и экскурсиям во всех республиках, краях и областях создано туристских секций и клубов туристов в 90 тыс. коллективах физкультуры. Занимаются в них 8 млн человек. К 2001 году количество туристских клубов уменьшилось до 300, на их базе продолжают действовать территориальные федерации спортивного туризма. Значительное количество клубов лишилось своих помещений и действует на общественных началах.